# Сафорд (Аризона)
Сафорд (енгл. Safford) град је у америчкој савезној држави Аризона. По попису становништва из 2010. у њему је живело 9.566 становника.

## Демографија
Према попису становништва из 2010. у граду је живело 9.566 становника, што је 334 (3,6%) становника више него 2000. године.
| Група             | 2000.         | 2010.         |
| Белци             | 5.190 (56,2%) | 4.958 (51,8%) |
| Афроамериканци    | 130 (1,4%)    | 116 (1,2%)    |
| Азијати           | 86 (0,9%)     | 85 (0,9%)     |
| Хиспаноамериканци | 3.667 (39,7%) | 4.166 (43,6%) |
| Укупно            | 9.232         | 9.566         |